# 태영운송그룹
태영운송그룹(泰榮運送―)은 태영교통을 모태로 하는 영남권의 운수 토탈 서비스 기업 그룹이다. 같은 태영운송그룹 산하의 방계회사로는 부산광역시 자회사인 마을버스 업체 부경버스, 녹산교통, 성진버스, 태영교통과 공항버스인 김해공항리무진을 운영하는 태영공항리무진, 3급 정비공장인 현대블루핸즈 주례서부점, 직영 GS칼텍스 주유소 대리점인 탑에너지, 렌터카업체인 TBS렌터카, 광고·무역업과 기타 서비스업인 TGMC, 김해시 자회사인 김해시의 시내버스 회사 가야IBS, 김해버스, 동부교통, 천연가스충전소인 가야에너지, 양산시 자회사인 양산BS, 경상북도 청도군 자회사로 타이어 제조 업체인 태영TRT 등이 있다.
태영건설, 태영인더스트리, SBS 등의 모회사로 서울특별시 영등포구 여의도동 10-2번지 태영빌딩에 본사를 둔 태영그룹과 이름만 같을 뿐 아무 관련이 없다.

## 주요 연혁
- 1994년 11월 1일: 태영마을버스 설립(태영운송그룹의 모태)
- 2001년: 동부교통, 삼부여객 인수
- 2002년 7월 2일: 태화교통 인수 후 합명회사 태영버스로 상호변경
- 2004년 1월 19일: 화진여객 인수
- 2004년 2월 16일: 녹산마을버스 법인 설립
- 2004년 6월 19일: 화진여객에서 태영버스로 상호 변경과 동시에 용원영업소 신설
- 2007년 5월 15일: 버스 준공영제 시행
- 2008년 4월 1일: 태영공항리무진 운행개시
- 2008년 7월 29일: 부경마을버스를 인수하여 부경버스로 사명 변경
- 2008년 7월 31일: 태영버스에서 분할하여 태영공항리무진 법인 설립
- 2009년 12월 11일: 제1회 부산고용대상에서 대상을 수상
- 2010년 7월 1일: 태영마을버스에서 태영교통으로 상호 변경과 동시에 주사무소 주소지 변경
- 2010년 8월 16일: 양산여객(梁山旅客)이라는 상호로 회사 설립
- 2011년 3월 23일: 양산여객에서 양산BS로 변경

## 관련 계열사
- 가야IBS (김해시내버스)
- 김해BUS (김해시내버스)
- 동부교통 (김해시내버스)
- 태영버스 (부산시내버스)
- 녹산버스 (부산마을버스)
- 부경버스 (부산마을버스)
- 양산BS (양산마을버스)
- 태영교통 (부산마을버스)
- TBS렌터카 (중고차 사업)
- TGMC (광고무역)
- 가야에너지 (천연가스 사업)
- 탑에너지 (주유소 업체)
- 태영TRT (타이어 사업)
- 현대블루핸즈 (정비 사업)
- 태영모터스 (볼보버스 공식 수입 대리점)[1]

## 과거 소속 법인
- 태영고속 (시외버스)
- 태영공항리무진 (김해공항리무진)